# 長野村 (埼玉県)
長野村（ながのむら）は埼玉県の北部、北埼玉郡に属していた村。

## 地理
- 河川：忍川

## 歴史
- 1889年（明治22年）4月1日 - 町村制施行により、以前の長野村を継承し北埼玉郡長野村が成立する。
- 1937年（昭和12年）4月1日 - 星河村、持田村とともに忍町へ編入する。
- 1949年（昭和24年）5月3日 - 忍町が市制施行し忍市となり、即日改称して行田市となる。